# Ciao bambino, sorry
Singles de Mireille Mathieu
Ma mélodie d'amour
(1976) Qu'attends-tu de moi
(1976)
Pistes de Et tu seras poète
La Vie en rose L'Esclave
Ciao bambino, sorry est une chanson de la chanteuse française Mireille Mathieu enregistrée en 1976 chez Philips.
La Face B Et tu seras poète a été enregistré par la chanteuse également en allemand sous le titre Es war mal eine Liebe.